# Iskinder Desta
Iskinder Desta (Adís Abeba, 6 de agosto de 1934-Íb. 23 de noviembre de 1974) fue un oficial naval y miembro de la familia imperial etíope, como hijo de la princesa Tenagnework y Desta Damtew. Fue el nieto del emperador Haile Selassie. Se desempeñó Comandante Adjunto de la Armada Imperial Etíope desde 1958, hasta su ejecución por el Derg en 1974.

## Primeros años y educación
El príncipe Iskinder nació el 6 de agosto de 1934 en Addis Abeba, hijo del Ras Desta Damtew, un alto comandante militar y noble, y la Princesa Tenagnework, hija del emperador Haile Selassie I. En 1935, poco después de su nacimiento, la familia imperial se vio obligada a huir de la invasión fascista italiana al exilio en Bath, Somerset. Fue educado principalmente en el Reino Unido. Asistió al Wellington College entre 1948 y 1951.

## Carrera militar
En 1952, Iskinder ingresó como candidato al Britannia Royal Naval College. En 1955 fue comisionado en la recién establecida Armada Imperial Etíope como subteniente. A los 21 años de edad fue nombrado Comandante Adjunto. Realizó tareas gubernamentales menores: sirvió en el Comité Ejecutivo de la International Christian Fellowship, y representó al emperador en eventos reales en el extranjero. En 1960 viajó a Portugal para las celebraciones por el 500 Aniversario de la muerte del Enrique el Navegante. Ese mismo año asistió la boda de Balduino de Bélgica y Fabiola de Mora y Aragón.
Entre el 25 y 26 de febrero de 1974, tras un motín naval en la base de Massawa, huyó y se refugió en Yibuti durante varias semanas. El 12 de septiembre, fue detenido por el Derg que derrocó al emperador. El 23 de noviembre fue ejecutado.

## Vida personal
Estaba casado con la Leult Sofía Amanuel, hija de  'Ato Amanuel Abraham, quien era Ministro de Educación. El matrimonio tuvo una hija, Naomi Iskinder, nacida en 1969.